# Parque Nacional das Nascentes do Rio Parnaíba
O Parque Nacional das Nascentes do Rio Parnaíba é um parque nacional brasileiro criado através de Decreto de 16 de julho de 2002 e ampliado por Decreto em 12 de janeiro de 2015, com 749.848 ha de área.
Fica localizado na divisa dos estados do Piauí, do Maranhão, da Bahia e do Tocantins. Tem o objetivo de assegurar a preservação dos recursos naturais e da diversidade biológica, bem como proporcionar a realização de pesquisas científicas e o desenvolvimento de atividades de educação, recreação e turismo ecológico.
É administrado pelo Instituto Chico Mendes de Conservação da Biodiversidade (ICMBio).

## Biodiversidade
A vegetação do parque é complexa e diversificada, pertencendo ao bioma Cerrado, com diferentes aspectos, com árvores que podem atingir 12 metros, desde o Cerradão, Campo-Cerrado, até Matas Ciliares e Buritizais. Algumas da espécies encontradas são: o pequi, o ipê, a amoreira, a mangaba, o jacarandá-do-mato e o pau-santo.
A fauna possui mais de 60 espécies de mamíferos e aproximadamente 211 espécies de aves. Entre as espécies raras e/ou ameaçadas de extinção, se destacam o veado-campeiro, a jaguatirica, a onça-pintada, a lontra, o tatu-bola, o tatu-canastra, o lobo-guará e o tamanduá-bandeira. Entre os representantes da avifauna, estão o gavião-real, da arara-azul, da jacucaca, do colhereiro e do beija-flor-de-rabo-branco.

## Relevo
O relevo do parque é composto por Chapadões Tropicais, com vastas superfícies de aplainamento, com  porções típicas do relevo da chapada sedimentar do São Francisco, da depressão sedimentar do meio-norte e dos patamares do São Francisco - Tocantins.
Dois grandes segmentos se distinguem no parque: uma parte mais alta, a Chapada das Mangabeiras; e outra mais baixa, a Serra da Tabatinga.
O divisor topográfico da bacia hidrográfica do rio Parnaíba é a Chapada das Mangabeiras, com altitude média de 800 metros, na divisa entre os estados do Piauí, Maranhão, Tocantins e Bahia, e onde se formam também afluentes dos rios Tocantins e São Francisco.
A Serra da Tabatinga é formada pelo processo erosivo da Chapada das Mangabeiras, tendo altitude média de 400 metros e correspondente à maior porção do Parque. As nascentes ficam localizadas nesta região (formadas a partir de ressurgências na Chapada das Mangabeiras), bem como as veredas, marcadas pela grande presença de brejos, que foram os afluentes dos principais rios protegidos pelo Parque.

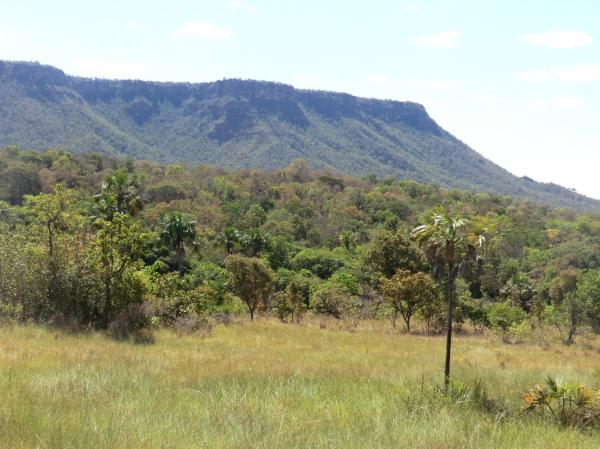
Relevo do Parque Nacional das Nascentes do rio Parnaíba

## Clima
O clima da região é do tipo Tropical semi-úmido, tendo duas estações bem definidas: período seco (entre maio e novembro) e o outro chuvoso (entre dezembro e abril). De agosto a outubro, ocorrem o período mais crítico em relação à seca e aos focos de incêndio. Os totais pluviométricos anuais variam entre 750 e 1400 milímetros, com temperatura média anual de 26 graus Celsius. Em razão de vento predominante no período de estiagem ser no sentido leste-oeste,  o limite leste da Unidade é o mais sujeito a ser atingido por incêndios.

## Hidrografia
O Parque está localizado no divisor de três grandes bacias: Bacia do Rio Parnaíba, Bacia do Rio São Francisco e da Bacia do Rio Tocantins.

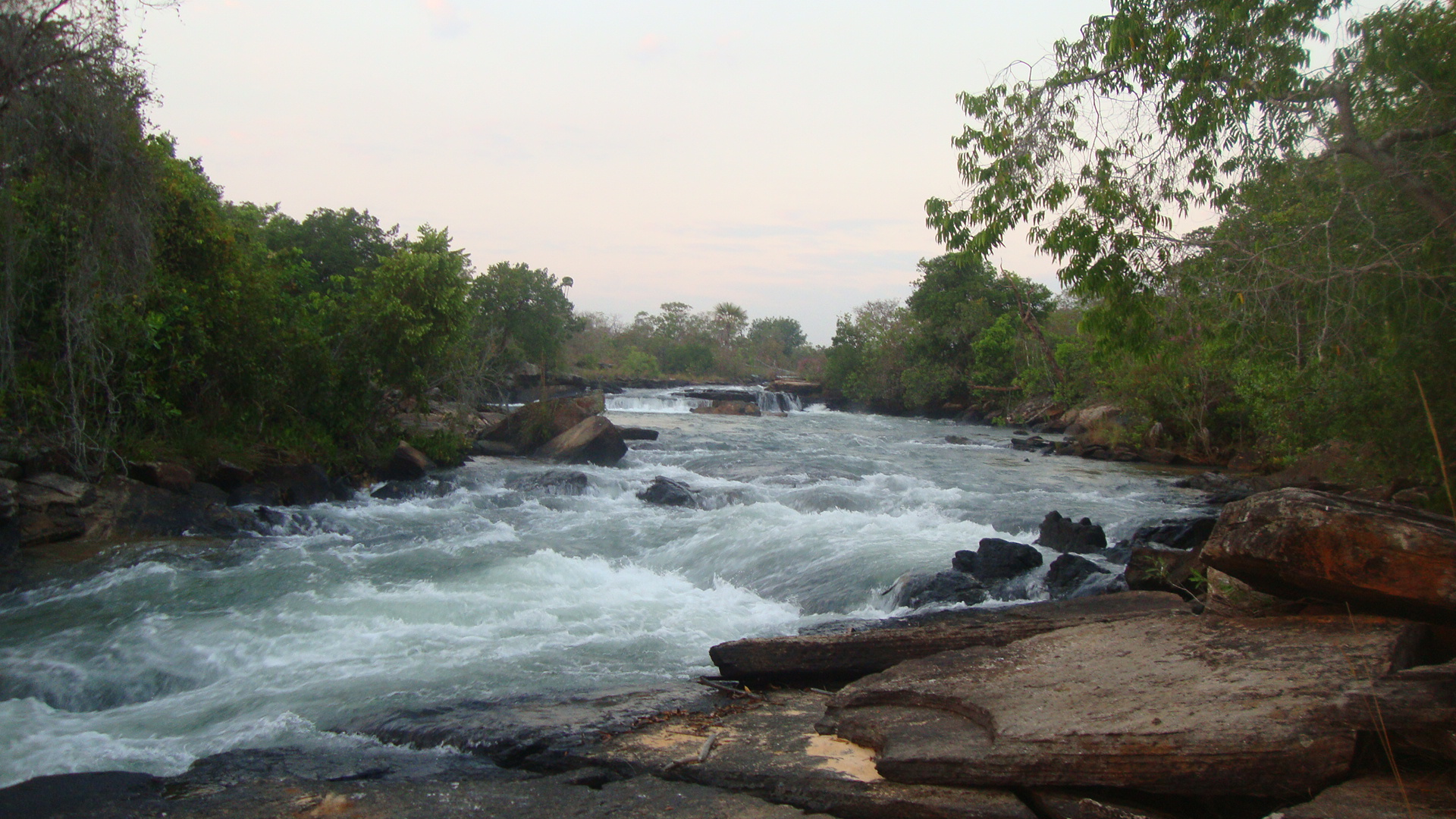
Cachoeira das Tabocas, em Alto Parnaíba, no Maranhão.

A rede hidrográfica é, com inúmeras nascentes e cursos d’água, com destaque para as nascentes do Rio Água Quente e Rio Curriola, que, ao se unirem, formam o Rio Parnaíba (que funciona como divisor entre o Piauí e o Maranhão). Nele, também se localizam as nascentes dos rios: Uruçuí-Vermelho, Gurguéia, Riozinho, Parnaibinha, entre outros, os quais abastecem a Bacia do Rio Parnaíba.

## Conservação
Por se tratar de região de expansão da fronteira agrícola, ocorre forte pressão ambiental sobre o parque, em razão das da produção de soja do MATOPIBA, bem como da pecuária, o que provoca lixiviação no platô da Chapada das Mangabeiras e o assoreamento dos rios. Outros conflitos observados são: a extração de madeira, a caça e extração da folhagem das palmeiras buritirana e o tráfico e animais silvestres, em especial a arara-azul.